# Giro di Svizzera 1973
Il Giro di Svizzera 1973, trentasettesima edizione della corsa, si svolse dal 15 al 22 giugno 1973 per un percorso di 1 288,6 km, con partenza da Zurigo e arrivo a Olten. Il corridore spagnolo José Manuel Fuente si aggiudicò la corsa concludendo in 36h36'47".
Degli 80 ciclisti alla partenza arrivarono al traguardo in 59, mentre 21 si ritirarono.

## Tappe
| Tappa  | Data      | Percorso                                | km      | Vincitore di tappa     | Leader cl. generale |
| ------ | --------- | --------------------------------------- | ------- | ---------------------- | ------------------- |
| 1ª     | 15 giugno | Zurigo > Hendschiken                    | 215     | Sidney Barras          | Sidney Barras       |
| 2ª     | 16 giugno | Hendschiken > Siebnen                   | 98      | Willy De Geest         | Willy De Geest      |
| 3ª     | 16 giugno | Siebnen > Sattelegg (cron. individuale) | 13      | Fabrizio Fabbri        | Fabrizio Fabbri     |
| 4ª     | 17 giugno | Siebnen > Locarno                       | 253     | Herman Van Springel    | Fabrizio Fabbri     |
| 5ª     | 18 giugno | Locarno > Grächen                       | 183     | José Manuel Fuente     | Fabrizio Fabbri     |
| 6ª     | 19 giugno | Grächen > Meiringen                     | 199     | José Manuel Fuente     | José Manuel Fuente  |
| 7ª     | 20 giugno | Meiringen > La Chaux-de-Fonds           | 121     | Annullata per maltempo | José Manuel Fuente  |
| 8ª     | 21 giugno | La Chaux-de-Fonds > Schupfart           | 191     | Domingo Perurena       | José Manuel Fuente  |
| 9ª     | 22 giugno | Schupfart > Olten                       | 97      | Roberto Sorlini        | José Manuel Fuente  |
| 10ª    | 22 giugno | Olten > Olten (cron. individuale)       | 24,6    | Gösta Pettersson       | José Manuel Fuente  |
| Totale | Totale    | Totale                                  | 1 288,6 |                        |                     |

## Dettagli delle tappe

### 1ª tappa
- 15 giugno: Zurigo > Hendschiken – 215 km

Risultati
| Pos. | Corridore       | Squadra   | Tempo    |
| ---- | --------------- | --------- | -------- |
| 1    | Sidney Barras   | Bantel    | 5h36'21" |
| 2    | Fabrizio Fabbri | Magniflex | s.t.     |
| 3    | Enrico Paolini  | Scic      | s.t.     |

### 2ª tappa
- 16 giugno: Hendschiken > Siebnen – 98 km

Risultati
| Pos. | Corridore              | Squadra     | Tempo    |
| ---- | ---------------------- | ----------- | -------- |
| 1    | Willy De Geest         | Rokado      | 2h46'04" |
| 2    | Gustaaf Van Roosbroeck | Rokado      | s.t.     |
| 3    | Frans Kerremans        | Möbel Märki | s.t.     |

### 3ª tappa
- 16 giugno: Siebnen > Sattelegg – Cronometro individuale – 13 km

Risultati
| Pos. | Corridore          | Squadra   | Tempo  |
| ---- | ------------------ | --------- | ------ |
| 1    | Fabrizio Fabbri    | Magniflex | 29'56" |
| 2    | José Manuel Fuente | KAS       | a 35"  |
| 3    | Lino Farisato      | Scic      | a 43"  |

### 4ª tappa
- 17 giugno: Siebnen > Locarno – 253 km

Risultati
| Pos. | Corridore           | Squadra | Tempo    |
| ---- | ------------------- | ------- | -------- |
| 1    | Herman Van Springel | Rokado  | 7h10'26" |
| 2    | Willy De Geest      | Rokado  | a 1"     |
| 3    | Arnaldo Caverzasi   | Filotex | s.t.     |

### 5ª tappa
- 18 giugno: Locarno > Grächen – 183 km

Risultati
| Pos. | Corridore          | Squadra     | Tempo    |
| ---- | ------------------ | ----------- | -------- |
| 1    | José Manuel Fuente | KAS         | 6h08'50" |
| 2    | Wladimiro Panizza  | G.B.C.-Sony | a 25"    |
| 3    | Silvano Schiavon   | Magniflex   | a 28"    |

### 6ª tappa
- 19 giugno: Grächen > Meiringen – 199 km

Risultati
| Pos. | Corridore          | Squadra | Tempo    |
| ---- | ------------------ | ------- | -------- |
| 1    | José Manuel Fuente | KAS     | 6h03'36" |
| 2    | Luciano Conati     | Scic    | a 5'22"  |
| 3    | Donato Giuliani    | Filotex | s.t.     |

### 7ª tappa
- 20 giugno: Meiringen > La Chaux-de-Fonds – 121 km

Tappa annullata per maltempo

### 8ª tappa
- 21 giugno: La Chaux-de-Fonds > Schupfart – 191 km

Risultati
| Pos. | Corridore        | Squadra   | Tempo    |
| ---- | ---------------- | --------- | -------- |
| 1    | Domingo Perurena | KAS       | 5h11'17" |
| 2    | Marcello Bergamo | Filotex   | a 5"     |
| 3    | Fabrizio Fabbri  | Magniflex | a 7"     |

### 9ª tappa
- 22 giugno: Schupfart > Olten – 97 km

Risultati
| Pos. | Corridore       | Squadra     | Tempo    |
| ---- | --------------- | ----------- | -------- |
| 1    | Roberto Sorlini | G.B.C.-Sony | 2h30'19" |
| 2    | Willy De Geest  | Rokado      | s.t.     |
| 3    | Davide Gazzola  | Scic        | s.t.     |

### 10ª tappa
- 22 giugno: Olten > Olten – Cronometro individuale – 24,6 km

Risultati
| Pos. | Corridore        | Squadra     | Tempo  |
| ---- | ---------------- | ----------- | ------ |
| 1    | Gösta Pettersson | Scic        | 34'39" |
| 2    | Francesco Moser  | Filotex     | a 32"  |
| 3    | Josef Fuchs      | Möbel Märki | a 50"  |

## Classifiche finali

### Classifica generale
| Pos. | Corridore          | Squadra     | Tempo     |
| ---- | ------------------ | ----------- | --------- |
| 1    | José Manuel Fuente | KAS         | 36h36'47" |
| 2    | Donato Giuliani    | Filotex     | a 4'45"   |
| 3    | Wladimiro Panizza  | G.B.C.-Sony | a 5'25"   |
| 4    | Francisco Galdós   | KAS         | a 6'14"   |
| 5    | Enrico Paolini     | Scic        | a 6'31"   |
| 6    | Silvano Schiavon   | Magniflex   | a 7'50"   |
| 7    | Gösta Pettersson   | Scic        | a 7'53"   |
| 8    | Fabrizio Fabbri    | Magniflex   | a 8'58"   |
| 9    | Lino Farisato      | Scic        | a 10'05"  |
| 10   | Luciano Conati     | Scic        | a 11'52"  |

### Classifica scalatori
| Pos. | Corridore          | Squadra | Punti |
| ---- | ------------------ | ------- | ----- |
| 1    | José Manuel Fuente | KAS     | 67    |
| 2    | Donato Giuliani    | Filotex | 36    |
| 3    | Luciano Conati     | Scic    | 33    |
| 4    | Lino Farisato      | Scic    | 31    |
| 5    | Domingo Perurena   | KAS     | 28    |

### Classifica a punti
| Pos. | Corridore         | Squadra     | Punti |
| ---- | ----------------- | ----------- | ----- |
| 1    | Enrico Paolini    | Scic        | 157   |
| 2    | Fabrizio Fabbri   | Magniflex   | 131   |
| 3    | Willy De Geest    | Rokado      | 116   |
| 4    | Silvano Schiavon  | Magniflex   | 113   |
| 5    | Wladimiro Panizza | G.B.C.-Sony | 111   |

### Classifica squadre
| Pos. | Squadra     | Tempo      |
| ---- | ----------- | ---------- |
| 1    | Scic        | 106h48'44" |
| 2    | KAS-Kaskol  | a 10'01"   |
| 3    | Filotex     | a 15'17"   |
| 4    | Magniflex   | a 20'58"   |
| 5    | G.B.C.-Sony | a 24'17"   |